# Gavarnie-Gèdre
La estación de esquí de Gavarnie-Gèdre está situada en Gavarnie (Francia), dentro del departamento de Altos Pirineos de la región Mediodía-Pirineos.

## Servicios
- Once telesillas
- Veintidós pistas, entre ellas la pista verde más larga de los Pirineos con 5,5 km.
- Pista de patinaje cubierta de 555 m².
- Una pista de Bob-Luge.
- Pista de esquí de fondo gratuita en el circo de Gavarnie.